# Djed

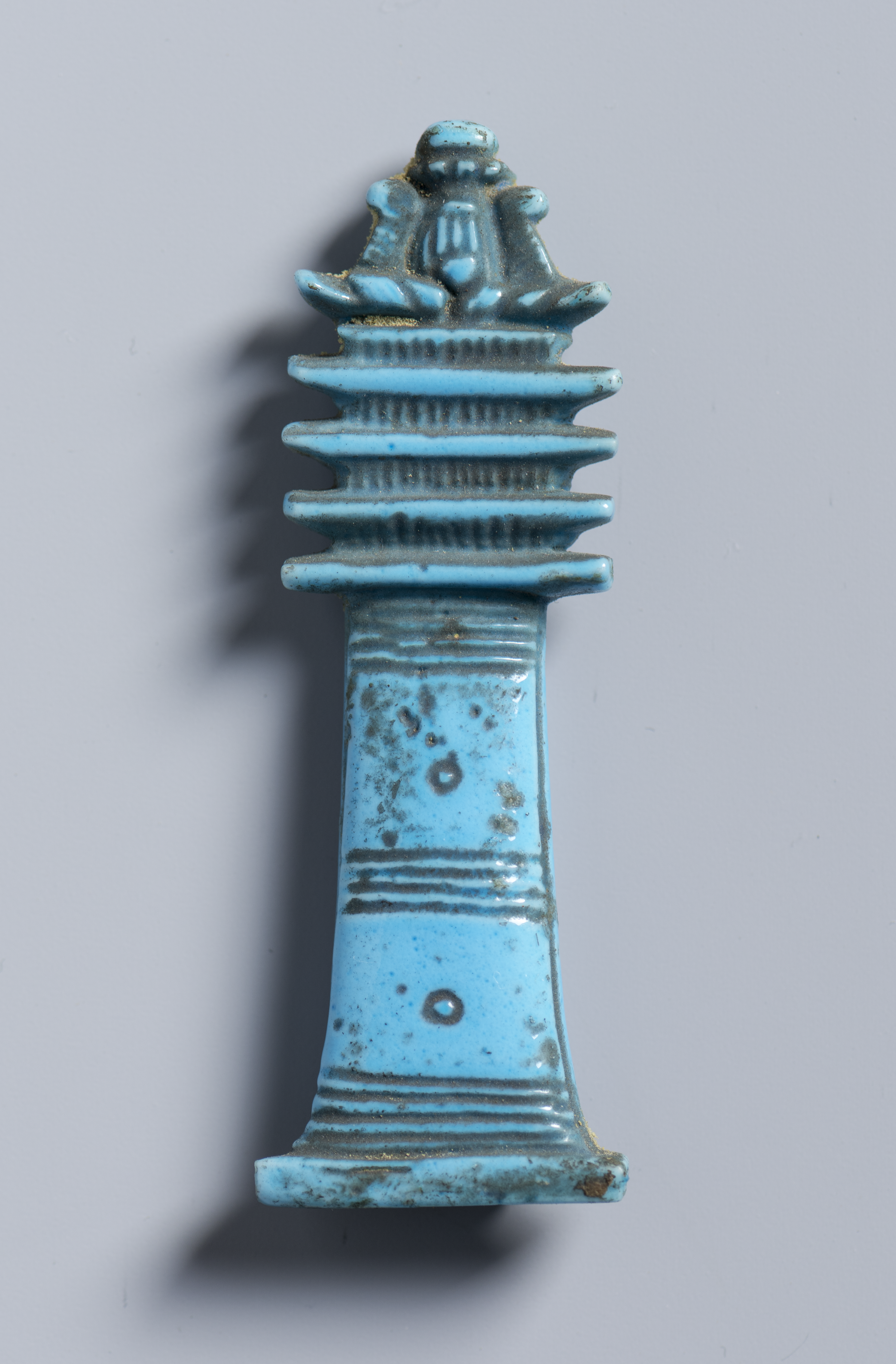
Djed-pilaar in het Museo Egizio

Een Djed ofwel Djed-pilaar is een symbool uit de Egyptische mythologie. Het symbool komt voor bij de god Banebdjedet en de stad Per Osiris neb Djedu (Busiris).

## Voorstelling en betekenis
Het wordt steeds duidelijker wat het symbool oorspronkelijk heeft voorgesteld. Het is een symbool waar vaak de god Osiris mee wordt vereenzelvigd. Omdat Osiris een koning van de eeuwigheid was, is het ook niet verwonderlijk dat het symbool djed duurzaamheid en eeuwigheid betekent. Het wordt algemeen begrepen als het ruggenmerg van Osiris. Het is hierom Hermetisch te noemen. Het is het getransfigureerde parasymphatische zenuwstelsel uit de esoterische wijsbegeerte dat geactiveerd wordt.  
Er is gesuggereerd dat het te maken heeft met de oude herders, de voorouders van de Egyptenaren. Een andere theorie is dat de Djed de Levensboom vertegenwoordigt met voor elke uitstulping aan de top een doorlopen wereld. Dit symbool zou zijn oorsprong vinden in een oeroud natuur-ritueel dat aan het begin van de Egyptische godsdienst geïntegreerd werd in de god Chenti-Amentioe. Deze god uit Abydos ging later op in de god Osiris. Osiris was de god van de wederopstanding en vruchtbaarheid - zijn festivals (die plaatsvonden rond het zaai- en oogstfeest) werden vaak omringd door vruchtbaarheidsrituelen waar graan een grote rol speelde.